# Kai Ivo Baulitz
Kai Ivo Baulitz (* 18. August 1971 in Düsseldorf) ist ein deutscher Schauspieler und Autor.

## Leben und Karriere
Nach seiner Schulzeit absolvierte Baulitz eine Schauspielausbildung von 1993 bis 1997 an der Schauspielschule Bochum. Sein erstes festes Engagement erhielt er am Deutschen Theater in Göttingen. Dort trat er von 1998 bis 2000 unter anderem in den Theaterstücken Die Dreigroschenoper von Bertolt Brecht und Kurt Weill, in Stella von Johann Wolfgang von Goethe, in einer Bühnenfassung von Pünktchen und Anton von Erich Kästner und in Glaube Liebe Hoffnung von Ödön von Horváth auf.
Ab Ende der 1990er Jahre begann seine Karriere im deutschen Fernsehen. Er übernahm mehrere durchgehende Serienrollen, wiederkehrende Episodenrollen und auch Gastrollen.
Baulitz war in durchgehenden Serienrollen unter anderem als Polizeiobermeister Henner Schütt in SOKO Wismar, als Peter in Freunde für immer und als Henning in Plötzlich Papa – Einspruch abgelehnt! zu sehen.
1999 spielte Kai Ivo Baulitz in dem Fernseh-Vierteiler Jahrestage nach dem Roman von Uwe Johnson unter der Regie von Margarethe von Trotta den jungen Jakob Abs. 2001 übernahm er eine Hauptrolle in dem Fernsehfilm Hat er Arbeit? von Kai Wessel. Außerdem spielte er im gleichen Jahr in dem Fernsehdrama Vera Brühne von Hark Bohm. 2006 hatte er eine kleine Rolle in dem Film Das Leben der Anderen von Florian Henckel von Donnersmarck.
Kai Ivo Baulitz arbeitet auch als Autor von Theaterstücken, als Drehbuchautor und als Schauspielcoach. 2006 gewann er als Autor mit seinem Schauspiel-Text Transporter, der 2008 am Schauspiel Frankfurt uraufgeführt wurde, den vom Maxim-Gorki-Theater und vom Schauspiel Frankfurt veranstalteten Schreibwettbewerb Eine Jugend in Deutschland. Für das Schauspielhaus Dresden schrieb Baulitz eine Bühnenfassung der Novelle Michael Kohlhaas von Heinrich von Kleist. Er verfasste außerdem das Libretto für die Oper Fanny und Schraube von Jan Müller-Wieland.
Kai Ivo Baulitz lebt in Berlin. Er ist verheiratet mit der Schauspielerin Elisabeth Baulitz.

## Filmografie (Auswahl)
- 1999: SK-Babies (Fernsehserie, Folge 5x02)
- 1998–2011: Alarm für Cobra 11 – Die Autobahnpolizei (Fernsehserie, drei Folgen)
- 2000: Hat er Arbeit?
- 2001: Die Verbrechen des Professor Capellari (Fernsehserie, zwei Folgen)
- 2003: Ein starkes Team – Das große Schweigen (Fernsehserie)
- 2003: Der Landarzt (Fernsehserie, Folge 12x01)
- 2003–2011: In aller Freundschaft (Fernsehserie, drei Folgen)
- 2004–2005: SOKO Wismar (Fernsehserie, 26 Folgen)
- 2005: Einsatz in Hamburg – Superzahl: Mord
- 2006: Freunde für immer – Das Leben ist rund (Fernsehserie, sieben Folgen)
- 2006: Das Leben der Anderen
- 2006: Unter anderen Umständen (Fernsehreihe)
- 2007: Die großen und die kleinen Wünsche – David gegen Goliath
- 2007: Ein unverbesserlicher Dickkopf
- 2007: Noch ein Wort und ich heirate dich!
- 2007: Tatort – Macht der Angst (Fernsehreihe)
- 2008–2016: Notruf Hafenkante (Fernsehserie, drei Folgen)
- 2008: Tierärztin Dr. Mertens (Fernsehserie, Folge 2x07)
- 2008: Meine liebe Familie (Miniserie, zwei Folgen)
- 2008: Inga Lindström – Hannas Fest (Fernsehreihe)
- 2008–2014: SOKO Kitzbühel (Fernsehserie, vier Folgen)
- 2009: Liebe Mauer
- 2009, 2012: Der Staatsanwalt (Fernsehserie, zwei Folgen)
- 2010: Der letzte Bulle (Fernsehserie, Folge 1x09)
- 2010: Tatort – Schlafende Hunde (Fernsehreihe)
- 2010: Zivilcourage
- 2011: Inga Lindström – Svens Vermächtnis (Fernsehreihe)
- 2013: Hai-Alarm am Müggelsee
- 2013: Liebe am Fjord: Zwei Sommer (Fernsehreihe)
- 2014: Heiter bis tödlich: Koslowski & Haferkamp (Fernsehserie, Folge 1x10)
- 2014: Heiter bis tödlich: Morden im Norden (Fernsehserie, Folge 3x07)
- 2014: Stille Nächte
- 2014: Unter anderen Umständen – Falsche Liebe (Fernsehreihe)
- 2014: Tatort – Wahre Liebe (Fernsehreihe)
- 2015: In aller Freundschaft – Die jungen Ärzte (Fernsehserie, Folge 1x11)
- 2015: Nachthelle
- 2015: Das Programm (Fernsehfilm)
- 2016: Die Dasslers – Pioniere, Brüder und Rivalen
- 2016: Neu in unserer Familie – Zwei Eltern zu viel (Fernsehfilm)
- 2016: Neu in unserer Familie – Ein Baby für alle (Fernsehfilm)
- 2016: Tschick
- 2016: Herzensbrecher – Vater von vier Söhnen (Fernsehserie, vier Folgen)
- 2017: In aller Freundschaft (Fernsehserie, vier Folgen)
- 2017: Leanders letzte Reise
- 2017: Wilsberg – Der Betreuer (Fernsehreihe)
- 2017: Hit Mom – Mörderische Weihnachten
- 2018: Tonio & Julia: Zwei sind noch kein Paar
- 2018: Bella Block: Am Abgrund (Fernsehreihe)
- 2018: Ballon
- 2018: Unter anderen Umständen – Das Geheimnis der Schwestern (Fernsehreihe)
- 2019: SOKO München (Fernsehserie, Folge 44x09)
- 2019: Beck is back! (Fernsehserie, Folge 2x03)
- 2019: Kommissar Dupin – Bretonische Geheimnisse (Fernsehreihe)
- 2019: Sterne über uns (Fernsehfilm)
- 2020: Praxis mit Meerblick – Alte Freunde (Fernsehreihe)
- 2020: Schwartz & Schwartz – Wo der Tod wohnt (Fernsehreihe)
- 2021: Charité (Fernsehserie, zwei Folgen)
- 2021: Blood Red Sky
- 2021: Plan A
- 2022: Bettys Diagnose (Fernsehserie, Folge 8x14)
- 2022: Neben der Spur ist auch ein Weg (Fernsehfilm)
- 2022: Lauchhammer – Tod in der Lausitz (Fernsehserie, 6 Folgen)
- 2022: Tatort: Katz und Maus
- 2022: SOKO Potsdam (Fernsehserie, Folge Tatütata)
- 2023: Tatort: Das geheime Leben unserer Kinder
- 2024: Wo wir sind, ist oben (Miniserie)